# King Arthur II: The Role-playing Wargame

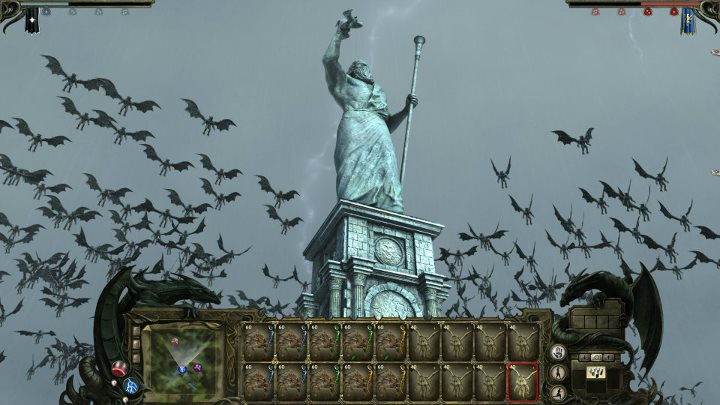
Un'immagine del gioco

King Arthur 2 è un videogioco di ruolo strategico in tempo reale, sequel di King Arthur: The Role-playing Wargame, pubblicato per Microsoft Windows il 27 gennaio 2012. È stato sviluppato da Neocore Games e pubblicato da Paradox Interactive, ed è uscito nel 2011. Al contrario del gioco precedente, esso non presenta una modalità multigiocatore.

## Trama
Il gioco presenta due campagne: il prologo e la storia principale divisa in vari capitoli.
Nel Prologo, il giocatore impersona Septimus Sulla, erede di una delle famiglie romane che dominava la Britannia a sud del Vallo di Adriano; in questa campagna a un solo capitolo viene spiegata nel dettaglio l'ascesa al potere di Septimus e la sua eventuale follia.
Nella campagna principale, il giocatore impersona William Pendragon, figlio di Re Artù: quest'ultimo è stato mortalmente colpito da una maledizione e molte figure importanti delle leggende arturiane sono misteriosamente sparite. William si fa avanti per unire le province che un tempo formavano il regno di Artù, sconfiggere i Fomoriani liberati dalla Strega Regina Morgawse delle Isole Orcadi e trovare una cura per suo padre.
Come nel gioco precedente, all'esercito di William si uniranno altri eroi. In seguito, William permetterà all'incantatrice Morgana Le Fay di cercare il suo mentore Merlino, rapito dall'incantatrice Nimue; questo renderà disponibile un altro esercito comandato da Morgana. Inoltre, nel corso del gioco, Septimus Sulla attaccherà occasionalmente da nord.